# Beyrède-Jumet-Camous
Beyrède-Jumet-Camous is een fusiegemeente (commune nouvelle) in het Franse departement Hautes-Pyrénées (regio Occitanie). De plaats maakt deel uit van het arrondissement Bagnères-de-Bigorre. Beyrède-Jumet-Camous is op 1 januari 2019 ontstaan door de fusie van de gemeenten Beyrède-Jumet en Camous. 

## Geografie
Beyrède-Jumet-Camous heeft een oppervlakte van 19.19 km² en telde 226 inwoners in 2019.

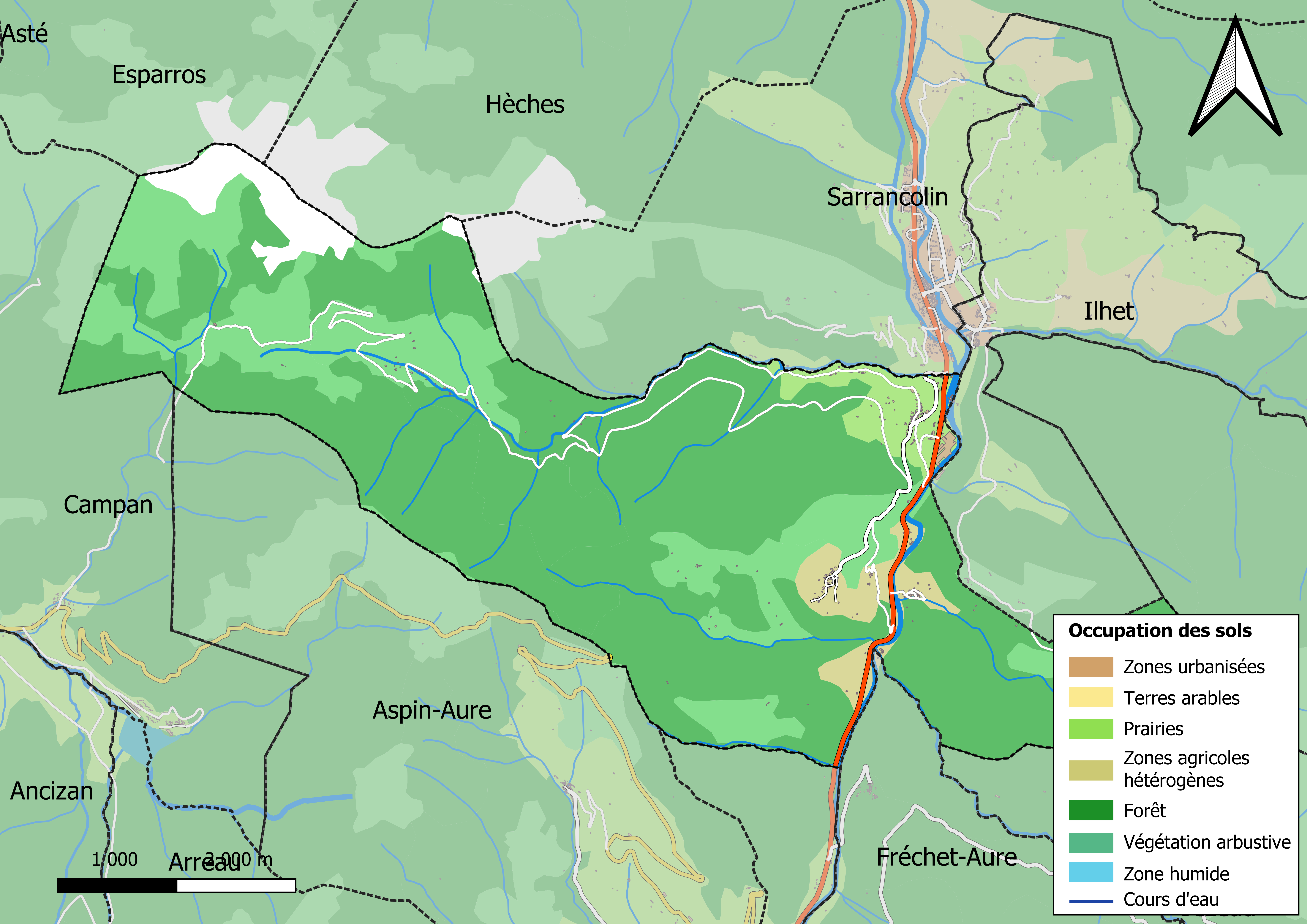
Kaart van de gemeente met belangrijkste infrastructuur, bodemgebruik en omliggende gemeenten

## Demografie
Onderstaande figuur toont het verloop van het inwonertal (bron: INSEE-tellingen).
1. ↑  Populations de référence 2022.